# Libra irlandesa
A libra irlandesa (Irish: punt Éireannach) era a moeda da Irlanda até 2002. Seu código ISO 4217 era IEP, e a notação usual era o prefixo £ (ou IR £, onde a confusão poderia ter surgido com a libra esterlina ou outras libras). A libra irlandesa foi suplantada pelo euro em 1 de janeiro de 1999. No entanto, o euro não começou a circular até o início de 2002.

## Primeira libra
A mais antiga cunhagem irlandesa foi introduzida no ano de 997, com uma libra dividida como a libra inglesa em vinte xelins, cada um com doze moedas de prata. A paridade com a libra esterlina foi estabelecida pelo rei João por volta de 1210, de modo que a prata irlandesa pudesse se mover livremente para a economia inglesa e ajudar a financiar suas guerras na França. No entanto, a partir de 1460, as moedas irlandesas foram cunhadas com um teor de prata diferente do da Inglaterra, de modo que os valores das duas moedas divergiram.
Durante a Guerra Williamite de 1689-1691, o rei Jaime II, que não reinava mais na Inglaterra e na Escócia, emitiu uma moeda de metal de base conhecida como dinheiro de arma.
Em 1701, a relação entre a libra irlandesa e a libra esterlina inglesa foi fixada em treze libras irlandesas, equivalentes a doze libras inglesas. (A libra escocesa tinha ainda outro valor.) Essa relação tornou possível que moedas de cobre irlandesas circulassem com moedas inglesas de prata, já que treze pences irlandeses tinham o mesmo valor de um xelim inglês.
Em 1801, a Irlanda tornou-se parte do Reino Unido da Grã-Bretanha e Irlanda, mas a libra irlandesa continuou a existir até janeiro de 1826. Entre 1804 e 1813 moedas de prata foram emitidas pelo Banco da Irlanda e foram denominadas em pence irlandês. As últimas moedas de cobre da libra irlandesa foram cunhadas em 1823, e em 1826 a libra irlandesa foi fundida com a libra esterlina . Depois de 1826, alguns bancos irlandeses continuaram a emitir cédulas em papel, mas estes foram denominados em libras esterlinas, e não mais claramente moedas irlandesas foram cunhadas até a criação do Estado Livre Irlandês no século XX.

## Inflação oculta
Quando a moeda decimal e o euro foram, por sua vez, introduzidos, muitas pessoas na Irlanda acreditavam que os preços haviam sido indevidamente levantados pelos comerciantes, aproveitando-se da confusão,  apesar das taxas de câmbio.
No caso do euro, o Governo irlandês tomou medidas especiais para tentar impedir quaisquer alterações desnecessárias de preços, que acabaram por revelar-se ineficazes. A mudança coincidiu com um boom econômico no país e a inflação foi moderadamente alta. As pessoas estavam ansiosas para culpar os aumentos nos preços dos comerciantes, aproveitando-se da confusão da mudança.[carece de fontes?]

A maioria dos varejistas, especialmente as grandes cadeias, continuou mostrando preços em libras irlandesas abaixo do preço em Euro por até cinco anos após a transição, permitindo que as pessoas vissem o preço em moeda antiga e verificassem se os preços haviam sido indevidamente inflados.[carece de fontes?]